# Équipe cycliste Mazowsze Serce Polski
L'équipe cycliste Mazowsze Serce Polski (nommée Team Hurom jusqu'en 2019) est une équipe cycliste polonaise. Créée en 2017, elle a le statut d'équipe continentale.

## Histoire de l'équipe
L'équipe Hurom est basée sur l'équipe De Rosa Rybnik, sponsorisée en 2016 par Hurom Polska, distributeur polonais de la marque d'extracteurs de jus Hurom. Andrzej Sypytkowski, directeur de l'équipe, ancien champion de Pologne et médaillé olympique, et Marcin Pec, à la tête d'Hurom Polska, s'entendent alors pour créer une équipe professionnelle,. Sponsorisée par Hurom, l'équipe est lancée sous ce nom en 2017 et portée par l'association AMM cyling team. Basée à Rybnik, elle reçoit de la ville une subvention de 150 000 złoty. Marcin Pec devient manager de l'équipe, Andrzej Sypytkowski le principal directeur sportif, et Mirosław Kostro le directeur sportif adjoint,.

## Principales victoires

### Courses d'un jour
- Grand Prix Alanya : 2020 (Paweł Bernas)
- Grand Prix Manavgat-Side : 2020 (Alan Banaszek)
- Visegrad 4 Bicycle Race-GP Slovakia : 2021 (Alan Banaszek)
- Grand Prix Nasielsk-Serock : 2022 (Marceli Bogusławski)
- Visegrad 4 Bicycle Race-GP Poland : 2022 (Marceli Bogusławski)
- Mémorial Henryk Łasak : 2022 (Tomasz Budziński)
- Grand Prix Slovenian Istria : 2024 (Marcin Budziński)
- GP Brda-Collio : 2024 (Marcin Budziński)
- Memoriał Andrzeja Trochanowskiego : 2024 (Norbert Banaszek)
- Puchar MON : 2024 (Konrad Czabok)

### Courses par étapes
- Belgrade-Banja Luka : 2020 (Jakub Kaczmarek) et 2021 (Mihkel Räim)
- Tour de Szeklerland : 2020 (Jakub Kaczmarek) et 2021 (Alan Banaszek)
- In the footsteps of the Romans : 2020 (Norbert Banaszek)
- Tour de Roumanie : 2021 (Jakub Kaczmarek)
- Tour de Thaïlande : 2022 (Alan Banaszek)
- Dookoła Mazowsza : 2022 (Marceli Bogusławski)
- Okolo Jižních Čech : 2024 (Marcin Budziński)
- Course de Solidarność et des champions olympiques : 2024 (Tobiasz Pawlak)
- Tour de Kurpie : 2024 (Tobiasz Pawlak)
- Tour de Mersin : 2024 (Marcin Budziński)
- Tour de la Bataille de Varsovie : 2024 (Alan Banaszek)

### Championnats nationaux
- Championnats d'Estonie sur route : 1
  - Course en ligne : 2021 (Mihkel Räim)
- Championnats de Pologne sur route : 3
  - Course en ligne : 2022 et 2024 (Norbert Banaszek)
  - Contre-la-montre espoirs : 2022 (Kacper Gieryk)
- Championnats de Roumanie sur route : 1
  - Contre-la-montre : 2023 (Eduard-Michael Grosu)

## Classements UCI
L'équipe participe aux circuits continentaux et principalement à des épreuves de l'UCI Europe Tour. Le tableau ci-dessous présente les classements de l'équipe sur ce circuit, ainsi que son meilleur coureur au classement individuel.
UCI Europe Tour
| UCI Europe Tour | UCI Europe Tour        | UCI Europe Tour                           | UCI Europe Tour |
| Année           | Classement par équipes | Meilleur coureur au classement individuel |                 |
| --------------- | ---------------------- | ----------------------------------------- | --------------- |
| 2017            | 59e                    | Paweł Franczak (236e)                     |                 |
| 2018            | 73e                    | Eryk Latoń (418e)                         |                 |
| 2019            | 74e                    | Adrian Kurek (623e)                       |                 |
| 2020            | 12e                    | Jakub Kaczmarek (121e)                    |                 |
| 2021            | 13e                    | Alan Banaszek (153e)                      |                 |
| 2022            | 14e                    | Marceli Bogusławski (216e)                |                 |
| 2023            | 23e                    | -                                         |                 |
|                 |                        |                                           |                 |
| Source : UCI    |                        |                                           |                 |

L'équipe est également classée au Classement mondial UCI qui prend en compte toutes les épreuves UCI et concerne toutes les équipes UCI.
| Classement mondial | Classement mondial     | Classement mondial                        | Classement mondial |
| Année              | Classement par équipes | Meilleur coureur au classement individuel |                    |
| ------------------ | ---------------------- | ----------------------------------------- | ------------------ |
| 2017               | -                      | Paweł Franczak (448e)                     |                    |
| 2018               | -                      | Eryk Latoń (706e)                         |                    |
| 2019               | 128e                   | Adrian Kurek (859e)                       |                    |
| 2020               | 33e                    | Jakub Kaczmarek (147e)                    |                    |
| 2021               | 32e                    | Alan Banaszek (178e)                      |                    |
| 2022               | 34e                    | Marceli Bogusławski (265e)                |                    |
| 2023               | 50e                    | Norbert Banaszek (356e)                   |                    |
| 2024               | 41e                    | Marcin Budziński (193e)                   |                    |
|                    |                        |                                           |                    |
| Source : UCI       |                        |                                           |                    |

## Mazowsze Serce Polski en 2024
Effectif
| Effectif 2024            | Effectif 2024     | Effectif 2024 | Effectif 2024                   |
| Cycliste                 | Date de naissance | Pays          | Équipe précédente               |
| ------------------------ | ----------------- | ------------- | ------------------------------- |
| Alan Banaszek            | 30 octobre 1997   | Pologne       | Human Powered Health (2023)     |
| Norbert Banaszek         | 18 juin 1997      | Pologne       | Wibatech Merx 7R (2018)         |
| Paweł Bernas             | 24 mai 1990       | Pologne       |                                 |
| Marcin Budziński         | 24 avril 1998     | Pologne       | Wibatech Merx (2020)            |
| Tomasz Budziński         | 24 avril 1998     | Pologne       | Wibatech Merx (2020)            |
| Konrad Czabok            | 19 mars 2001      | Pologne       |                                 |
| Jakub Kaczmarek          | 27 septembre 1993 | Pologne       | CCC Sprandi Polkowice (2017)    |
| Kamil Lach               | 26 juillet 2003   | Pologne       |                                 |
| Tobiasz Pawlak           | 24 décembre 1995  | Pologne       | Domin Sport (2018)              |
| Michał Pomorski          | 4 août 2003       | Pologne       | Warszawski Klub Kolarski (2021) |
| Maksymilian Radosz       | 25 septembre 2003 | Pologne       | Warszawski Klub Kolarski (2021) |
| Kajetan Wąsowicz         | 3 juin 2004       | Pologne       |                                 |
|                          |                   |               |                                 |
| Source : ProCyclingStats |                   |               |                                 |

Victoires
| Victoires | Victoires                                                             | Victoires | Victoires | Victoires             | Victoires |
| Date      | Course                                                                | Pays      | Classe    | Vainqueur             |           |
| --------- | --------------------------------------------------------------------- | --------- | --------- | --------------------- | --------- |
| 17 mars   | Grand Prix Slovenian Istria                                           | Slovénie  | 1.2       | Marcin Budziński      |           |
| 19 mars   | Grand Prix Brda-Collio                                                | Slovénie  | 1.2       | Marcin Budziński      |           |
| 7 avr.    | Classement général, Tour de Mersin                                    | Turquie   | 2.2       | Marcin Budziński      |           |
| 12 juin   | 1re étape du Tour de Kurpie                                           | Pologne   | 2.2       | Tobiasz Pawlak        |           |
| 13 juin   | 2e étape du Tour de Kurpie                                            | Pologne   | 2.2       | Tobiasz Pawlak        |           |
| 14 juin   | 3e étape du Tour de Kurpie                                            | Pologne   | 2.2       | Mazowsze Serce Polski |           |
| 16 juin   | Classement général, Tour de Kurpie                                    | Pologne   | 2.2       | Tobiasz Pawlak        |           |
| 23 juin   | Championnat de Pologne sur route                                      | Pologne   | CN        | Norbert Banaszek      |           |
| 28 juin   | Classement général, Course de Solidarność et des champions olympiques | Pologne   | 2.2       | Tobiasz Pawlak        |           |
| 23 juill. | Mémorial Andrzej Trochanowski                                         | Pologne   | 1.2       | Norbert Banaszek      |           |
| 27 juill. | 4e étape, Dookoła Mazowsza                                            | Pologne   | 2.2       | Alan Banaszek         |           |
| 28 juill. | Puchar Ministra Obrony Narodowej                                      | Pologne   | 1.2       | Konrad Czabok         |           |
| 21 août   | 1re étape du Tour de la Bataille de Varsovie                          | Pologne   | 2.2       | Norbert Banaszek      |           |
| 23 août   | 3e étape du Tour de la Bataille de Varsovie                           | Pologne   | 2.2       | Alan Banaszek         |           |
| 24 août   | Classement général, Tour de la Bataille de Varsovie                   | Pologne   | 2.2       | Alan Banaszek         |           |
| 7 sept.   | 3e étape, Okolo Jižních Čech                                          | Tchéquie  | 2.2       | Marcin Budziński      |           |
| 8 sept.   | Classement général, Okolo Jižních Čech                                | Tchéquie  | 2.2       | Marcin Budziński      |           |